# Myiopharus meridionalis
Myiopharus meridionalis är en tvåvingeart som beskrevs av Townsend 1929. Myiopharus meridionalis ingår i släktet Myiopharus och familjen parasitflugor. Inga underarter finns listade i Catalogue of Life.